# 밀레시안

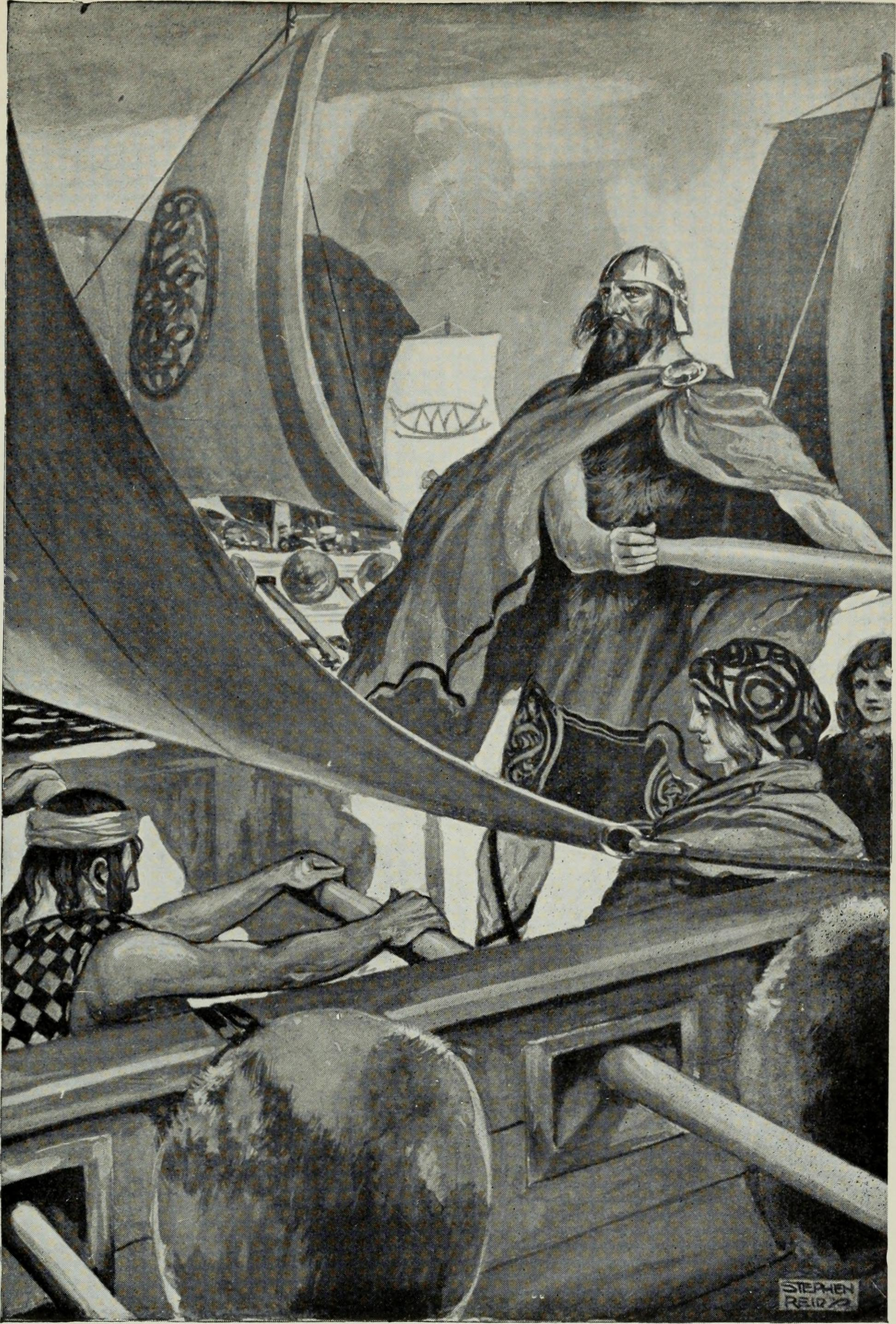
밀레시안의 도래.

밀레시안(영어: Milesians, 아일랜드어: gairthear Mílidh Easpáinne→히스파니아의 병사의 아들들)은 중세 아일랜드의 기독교 유사역사서 『에린 침략의 서』에 등장하는 민족으로, 에린 땅을 마지막으로 정복한 도래인이며 오늘날의 게일인의 선조민족이라고 설정되어 있다. 그들은 이베리아반도(히스파니아)에서 에린섬으로 건너와 먼저 살고 있던 투어허 데 다넌을 쳐부수고 그들을 별세계(저승)로 쫓아낸 뒤 에린 땅의 이승의 주인이 되었다. 밀레시안이라는 종족명은 그들의 중시조격인 밀 에스파너라는 인물에게서 유래한 것인데, 밀 에스파너란 본명이 아니고 "히스파니아의 병사"라는 뜻이다. 오늘날 해석되기로는 밀레시안 이야기는 실체적인 역사가 아니라 순전히 중세 수도사들의 창작으로 여겨진다.

## 출전
11세기 아일랜드의 게일인 기독교 수도사들이 쓴 『에린 침략의 서』에 따르면, 모든 인류는 아담으로부터 노아의 아들들을 거쳐 비롯되었다. 그 중 야벳의 후손인 스키타이 왕 페누스 파르사드가 게일인의 시조다. 페누스는 바벨탑을 지은 72부족장 중 한 명인데, 그의 아들 넬(Nel)은 이집트 파라오의 왕녀 스코타와 결혼하고 기델 글라스라는 아들을 낳았다. 기델은 언어의 혼란에 휩싸인 72개 언어들로부터 좋은 점을 골라 새 언어(기델어 = 고이델어)를 만들었다. 기델의 후손인 고이델인(게일인)들은 이스라엘인들이 이집트를 떠나던 것(출애굽기)과 같은 시기에 이집트를 떠나 스키티아에 정착했다. 얼마 뒤 스키티아도 떠난 그들은 440년간 지구상을 돌아다닌 끝에 히스파니아에 도착해 거기를 정복하고 정착했다. 기델의 후손 브로간은 도읍을 세우고 그 이름을 브리간티아라고 했으며, 높은 탑을 지었다. 브로간의 아들 이흐가 그 탑 위에 올라갔다가 바다 너머의 땅을 발견했다. 브리간티아는 오늘날의 갈리시아 지방의 라코루냐(코룬나)이고 브로간의 탑은 로마인들이 코룬나에 세운 헤라클레스의 탑을 말하는 것으로 보인다.
이흐는 한 무리의 사람들을 끌고 자신이 발견한 땅으로 건너갔다. 당시 그 땅을 다스리던 종족인 투어허 데 다넌의 세 왕 에후르 막 쿠일・테후르 막 케크트・케후르 막 그레네가 그들을 환영했다. 그러나 이흐는 이름이 밝혀지지 않은 누군가에게 죽임을 당하고 부하들만 이베리아로 돌아간다. 이흐의 형제이자 브로간의 다른 아들인 밀 에스파너("히스파니아의 병사"라는 뜻의 별명이고 본명은 갈람)의 아홉 아들들이 삼촌의 복수를 명목으로 군대를 일으켜 쳐들어간다.  상륙한 밀의 아들들(= "밀레시안")의 군대는 투어허 데 다넌의 수도 타라를 향해 가는 길에 투어허 데 다넌의 세 왕의 왕비 반바・포들라・에리우를 만난다. 세 왕비는 밀레시안에게 자신들의 이름을 이 땅에 붙이면 축복이 있으리라 말한다. 밀레시안 중 한 명인 아메르긴 글룽겔이 그렇게 하겠노라 약속했고, 에리우의 이름에서 "에린"이라는 지명이 비로소 유래하였다. 타라에 도착한 밀레시안은 투어허 데 다넌의 세 왕과 만난다. 세 왕은 3일간의 휴전을 제안하고, 그 동안 밀레시안은 뭍에서 아홉 파도만큼 떨어진 곳에 정박하기로 한다. 그러나 밀레시안이 약속대로 배에 타서 바다로 나가자 투어허 데 다넌은 약속을 어기고 강풍을 소환해 밀레시안의 함대를 덮친다. 아메르긴이 주문을 외어 바람을 가라앉히고, 강풍에서 살아남은 배들이 다시 상륙한다. 전쟁에 승리한 밀레시안은 에린 땅의 이승을 지배하게 되고, 투어허 데 다넌은 별세계로 물러나게 된다. 아일랜드 땅 곳곳에 흩어져 있는 선사시대의 고분들("시")이 이 별세계로 통하는 통로라고 하는데, 그래서 이후 투어허 데 다넌은 "고분의 사람들"이라는 뜻의 "이스시"라고 불리게 된다. 아메르긴은 에린 땅을 남북으로 나누어 에레원이 북쪽 절반을, 에베르 핀이 남쪽 절반을 다스리게 한다. 이 분할신화는 7-8세기에 아일랜드의 왕도가 북쪽의 타라와 남쪽의 카러그 파드러그로 양분된 것을 정당화하기 위해 창조된 것으로 여겨진다. 이후 『에린 침략의 서』는 에레원과 에베르의 후손들이 에린 땅 전체의 왕위를 두고 다투는 계보를 읊어가는데, 오늘날에는 그 내용은 중세 당대의 왕조들에게 정통성을 부여하기 위해 순전히 지어낸 것이라고 판단되고 있다.
『에린 침략의 서』보다 먼저 쓰여진 『브리튼인의 역사』에는 밀레시안에 관한 또다른 이야기가 있다. 여기세어는 “히스파니아의 병사(= 밀레스 히스파니아이)의 세 아들들”이 이베리아반도에서 에린섬으로 배 30척의 함대를 끌고 갔으며, 세 아들들 각각은 서른 명의 처첩을 거느렸다고 한다. 에린섬으로 가는 도중 바다 한가운데에 유리로 만든 탑이 솟아 있고 그 탑 꼭대기에 한 무리의 사람들이 있었는데, 밀레스의 아들들이 불러 보아도 그 사람들은 대답을 하지 않았다. 그래서 탑을 힘으로 뺏으려고 다가갔더니 30척의 배 중 1척을 제외한 나머지 배들이 거대한 파도에 침몰해 버렸다. 뭍에 닿은 한 척의 배에 타고 있던 사람들이 모든 아일랜드인의 선조가 되었다. 이 이야기는 『에린 침략의 서』에서는 네메드인의 이야기로 기록되어 있다.

## 해석
밀의 아들들(= 밀레시안)이 아일랜드 땅을 정복한 이야기는 19세기까지 시인들과 학자들에게 관습적인 역사로서 무비판적으로 받아들여졌다. 수 세기 동안 밀레시안 신화는 아일랜드에서 왕조를 유지하고 정치적 정통성을 얻기 위해 사용되었으며, 심지어 16세기에는 에드먼드 캠피언이나 에드먼드 스펜서 같은 영국인들이 영국의 아일랜드 침략이 고대의 권리를 되찾는 것이라고 주장하는 데 써먹었다.
하지만 현대의 학자들은 밀레시안 이야기가 순전히 중세인들의 창작이며 역사적 진실이 아니라고 판단한다. 중세 아일랜드의 게일인 수도사들은 구약의 이스라엘인과 게일인의 행적 간의 평행이론을 만들어서 자신들의 민족적 격을 높이고 또한 자기 조상들이 믿던 켈트족 드루이드교의 신화를 기독교에 흡수시키려고 했다. 이것은 파울루스 오로시우스, 히에로니무스, 이시도루스 히스팔렌시스 등 고명한 인물들도 참여한, 중세의 다른 지역의 기독교 유사역사 작업들으로부터 또한 영향을 크게 받았다.
게일인이 이베리아반도의 갈리시아 지방에서 아일랜드 땅으로 건너왔다는 신화의 설정은 아마 세 가지 원인이 있을 것으로 추측된다. 우선 "이베리아/히베리아/히스파니아"라는 이름이 아일랜드의 라틴어 이름인 "히베르니아"와, 그리고 "갈리시아"라는 이름이 "게일"이라는 민족명과 우연히 비슷했다는 점이다. 중세의 유사역사학자들은 게일인 외에 다른 민족들에 대해서도 이름의 유사성만 가지고 비슷한 이야기를 지어내곤 했다. 두 번째 요인은 『에린 침략의 서』를 쓴 수도사들에게 큰 영향을 미쳤을 이시도루스 히스팔렌시스가 이베리아를 “모든 종족의 어머니(땅)”이라고 불렀던 점이다. 그리고 세 번째 요인은 오로시우스가 아일랜드가 “이베리아와 브리타니아 사이”에 있다고 썼기 때문이다. 로마의 타키투스 역시 아일랜드가 이베리아와 브리타니아 사이에 있다고 썼다. 고전시대 사람들은 이베리아와 아일랜드가 별로 멀지 않다고 착각했던 것이다. 그렇다면 유럽 대륙으로부터 아일랜드로 건너가는 교두보가 뜬금없이 이베리아로 설정되는 것도 자연스럽다.
신화에서는 밀레시안들의 이름들이 게일인의 민족명 및 별명의 유래가 되었다고 하는데, 반대로 게일인이라는 이름과 별명들이 밀레시안들의 이름을 만들어내는 데 사용된 것이 맞을 것이다. 예컨대 기델 글라스는 "고이델(게일)"로부터, 페누스는 "페니(Féni)로부터, 스코타는 "스코티"로부터, 에베르는 "히베르니"로부터, 에레원은 "에이레"로부터 비롯된 것이다.